# Архиепископ Афинский и всея Эллады
Архиепи́скоп Афи́нский и всея Элла́ды (греч. Αρχιεπίσκοπος Αθηνών και πάσης Ελλάδος) — официальный титул предстоятеля Элладской православной церкви. Церковная власть архиепископа распространяется на территорию Греции, за исключением Крита и островов Эгейского моря, при этом епархии Северной Греции (епархии «Новых территорий») номинально подчинены Константинопольскому патриархату.
Элладская церковь признана Константинопольским патриархатом как автокефальная в 1850 году, и в диптихе Церквей стоит на одиннадцатом месте между Кипрской и Албанской. Изначально, с 1850 по 1923 год, её предстоятель титуловался как митрополит Афинский (первым митрополитом Афинским был назначен королевским указом Неофит Метаксас); с 1923 года используется современный титул (в греческом православии титул архиепископа старше титула митрополита).
Архиепископ Афинский и всея Эллады является так же правящим архиереем Афинской архиепископии.
С 16 февраля 2008 года титул носит Иероним II.

## Архиепископы Афинские и всея Эллады
- Хризостом I (Пападопулос) (8 марта 1923 — 22 октября 1938)
- Хрисанф (Филиппидис) (12 декабря 1938 — 2 июня 1941)
- Дамаскин (Папандреу) (2 июня 1941 — 20 мая 1949)
- Спиридон (Влахос) (4 июня 1949 — 21 марта 1956)
- Дорофей III (Коттарас) (1 апреля 1956 — 26 июля 1957)
- Феоклит II (Панагиотопулос) (1957 — 8 января 1962)
- Иаков III (Ваванатос) (13 января — 25 января 1962)
- Хризостом II (Хатзиставру) (14 февраля 1962 — 11 мая 1967)
- Иероним I (Коцонис) (14 мая 1967 — 15 декабря 1973)
- Серафим (Тикас) (16 января 1974 — 10 апреля 1998)
- Христодул (Параскеваидис) (28 апреля 1998 — 28 января 2008)
- Иероним II (Лиапис) (с 7 февраля 2008)